# Aparna Brielle
Aparna Brielle, född 5 februari 1994 i Clackamas, Oregon, är en amerikansk skådespelare.
Brielle har bland annat medverkat i TV-serierna The Dead Girls Detective Agency (2018–2019), A.P. Bio (2018–2021) och FUBAR från 2023. Hon har även medverkat i filmen Jay and Silent Bob Reboot från 2019.

## Filmografi (i urval)
- 2018–2019: The Dead Girls Detective Agency
- 2018–2021: A.P. Bio
- 2019: Jay and Silent Bob Reboot
- 2023: FUBAR